# Харків-ДМВ
Харків-ДМВ (НВП «ХАРКІВ-ДМВ») — спеціалізоване науково-виробниче підприємство з переробки сировини, що містить дорогоцінні метали. Має спеціалізоване обладнання (металорізальні верстати, вальцювальні верстати, преси, дробарки, млини, сепаратори, плавильні печі та інш.). Основний штат — бл. 100 чол. Основні види робіт, технологій і продукції підприємства є:-збір і переробка брухту дорогоцінних металів з отриманням банківських зливків, стандартних та спеціальних сплавів;-виготовлення продукції промислово-технічного призначення (дріт, прути, стрічка, фольга, труба, паладій хлористий, срібло азотнокисле та інш.).